# 왕샤오밍
왕샤오밍(王晓明, Xiaoming Wang-Drechou, 1963년 6월 14일 ~ )는 프랑스의 탁구 선수다. 1991년 일본 지바 세계선수권대회에서 단체 동메달을 획득하였다.